# 심채경
심채경은 대한민국의 천문학자이다.

## 생애
```
경희대학교
에서 학사, 석사, 박사 학위를 취득하였으며, 동대학에서 박사후연구원 및 학술연구교수를 거쳐 2023년 현재는 
한국천문연구원
 선임연구원으로 재직하고 있다.
```

## 학력
- 2005년, 경희대학교 우주과학과 학사 (졸업)
- 2008년, 경희대학교 우주과학과 석사[1]
- 2014년, 경희대학교 우주탐사학과 박사[2]

## 경력
- 2014년 ~ 2020년, 경희대학교 응용과학대학 우주과학과 박사후연구원 및 학술연구교수 역임
- 2020년 ~ , 한국천문연구원 우주과학본부 선임연구원

## 주요 저작
- 2021년 2월, 《천문학자는 별을 보지 않는다》

### 주요 공저
- 2021년 3월, 《질문이 답이 되는 순간》
- 2022년 4월, 《스페이스 오페라》
- 2023년 5월, 《일잘잘 : 일 잘하고 잘 사는 삶의 기술》

### 주요 역서
- 2021년 11월, 《우아한 우주》

### 주요 공역서
- 2020년 6월, 《우주생물학》

## 방송
- 2022년 12월 ~ 2023년 1월, tvN 《알아두면 쓸데없는 신비한 인간 잡학사전》 (8회 출연)

## 같이 보기
- 천문학